# Pachinko

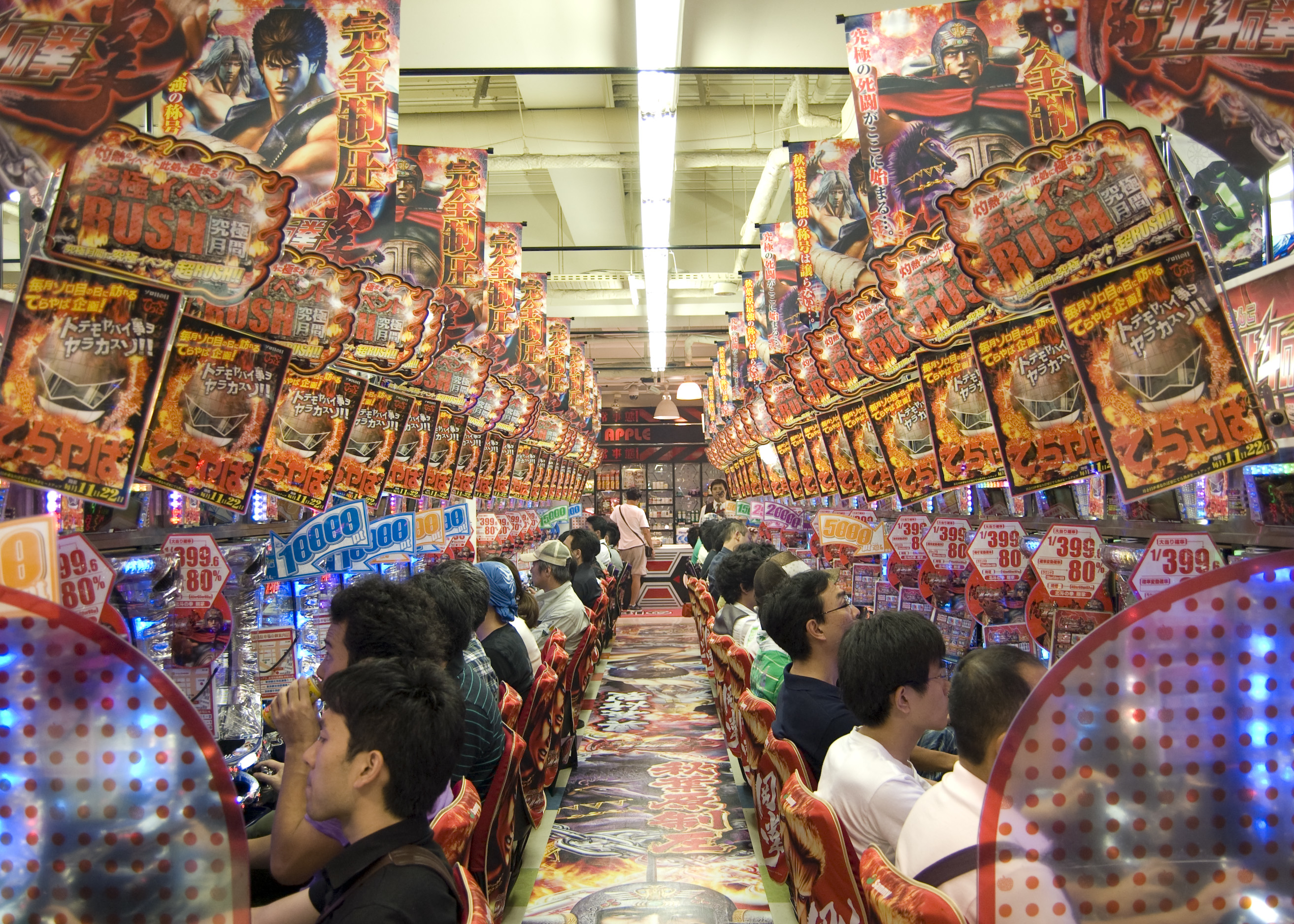
Salon pachinko w tokijskiej dzielnicy Akihabara

Pachinko (jap. パチンコ) – japońska gra automatowa, przypominająca połączenie bilardu i pinballa, ale pozbawiona „łapek” (ang. flippers).

## Pachinko
Gracz podczas gry jest dość pasywny i przede wszystkim kontroluje prędkość, z jaką do maszyny wrzucane jest wiele małych stalowych kulek. Salony można łatwo rozpoznać po dużych neonach, jaskrawych kolorach i głośnym wyglądzie. Kulki można kupić w każdym automacie za pomocą gotówki lub kart płatniczych. Po wrzuceniu do maszyny większość kulek po prostu spadnie z maszyny i zniknie, ale kilka trafia do specjalnych otworów, które aktywują coś w rodzaju automatu do gry. Kiedy tak się dzieje (stosunkowo rzadko), można wygrać ogromną liczbę nowych kulek.
Tablica gry jest ustawiona pionowo i metalowe kulki opadają do różnych kieszeni. W nagrodę wygrywa się kolejne kulki, które można wymienić na nagrody rzeczowe lub – pośrednio, ponieważ hazard w Japonii jest nielegalny – na pieniądze.
Maszyny do gry pachinko, kiedyś mechaniczne, obecnie są w znacznej mierze mechatroniczne. Salony gier znajdują się przeważnie obok centrów handlowych oraz stacji metra i kolei. Można je usłyszeć z daleka po charakterystycznym odgłosie opadających kulek.

## Pachislot
Automaty pachislot są oparte na pachinko, są jego „młodszym bratem”. Nazwa japońska pachisuro (od „pachislot”) pochodzi z połączenia pachinko i surotto („slot”). Te salony działają i wyglądają podobnie do kasyn
Pachisloty różnią się od innych automatów do gry, ponieważ mają muzykę i migające światła i są znacznie bardziej kolorowe niż wersje zachodnie. Są interaktywne, wyposażone w wyświetlacze LED i małe ekrany telewizyjne odtwarzające animacje. Produkowane są często wydania specjalne, powiązane z gwiazdami muzyki pop i filmu.
W przypadku salonów pachinko nielegalne jest utrzymywanie automatów pachislot przez ponad dwa lata, dlatego są one często aktualizowane i wymieniane na lepsze modele, co zapewnia klientom wyjątkowe wrażenia i utrzymuje ich zainteresowanie.
Podobnie jak w wielu automatach do gry, istnieją trzy bębny z różnymi symbolami. Każdy z nich obraca się w niezwykle szybkim tempie, a pod nim znajduje się przycisk, który zatrzymuje je ręcznie, nie więcej niż 0,19 sekundy od naciśnięcia go przez gracza. Zwycięstwo można przypisać szczęściu, ale w rzeczywistości potrzeba umiejętności i błyskawicznej reakcji, albowiem każdy bęben może być zatrzymany osobno.

## Okislot
Okislot to ogólna nazwa modeli automatów pachislot opracowanych w prefekturze Okinawa, stąd nazwa okislot. Jest to model prostszy, gdyż mieszkańcy wyspy wolą takie właśnie rozwiązania. Maszyny zdobyły popularność na wyspie, a z biegiem lat stały się powszechnie dostępne w całym kraju.

## Galeria

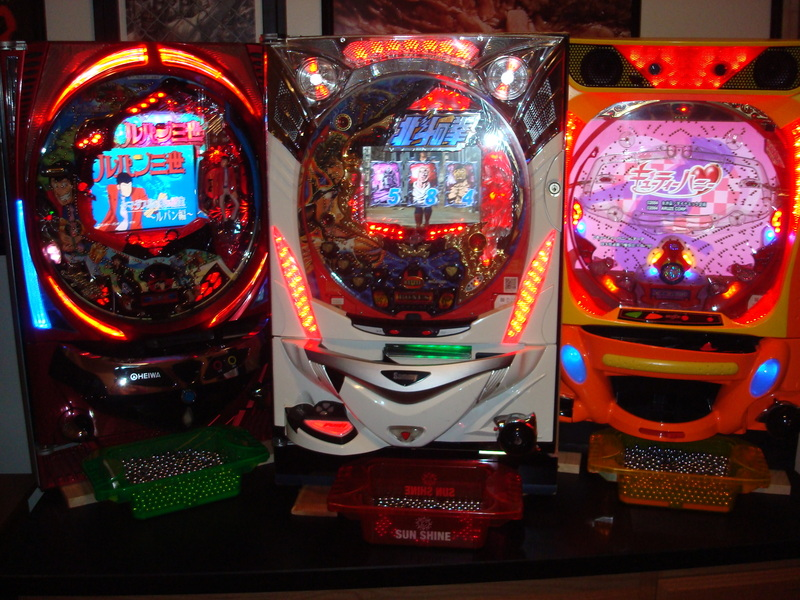
Salon pachinko, automaty
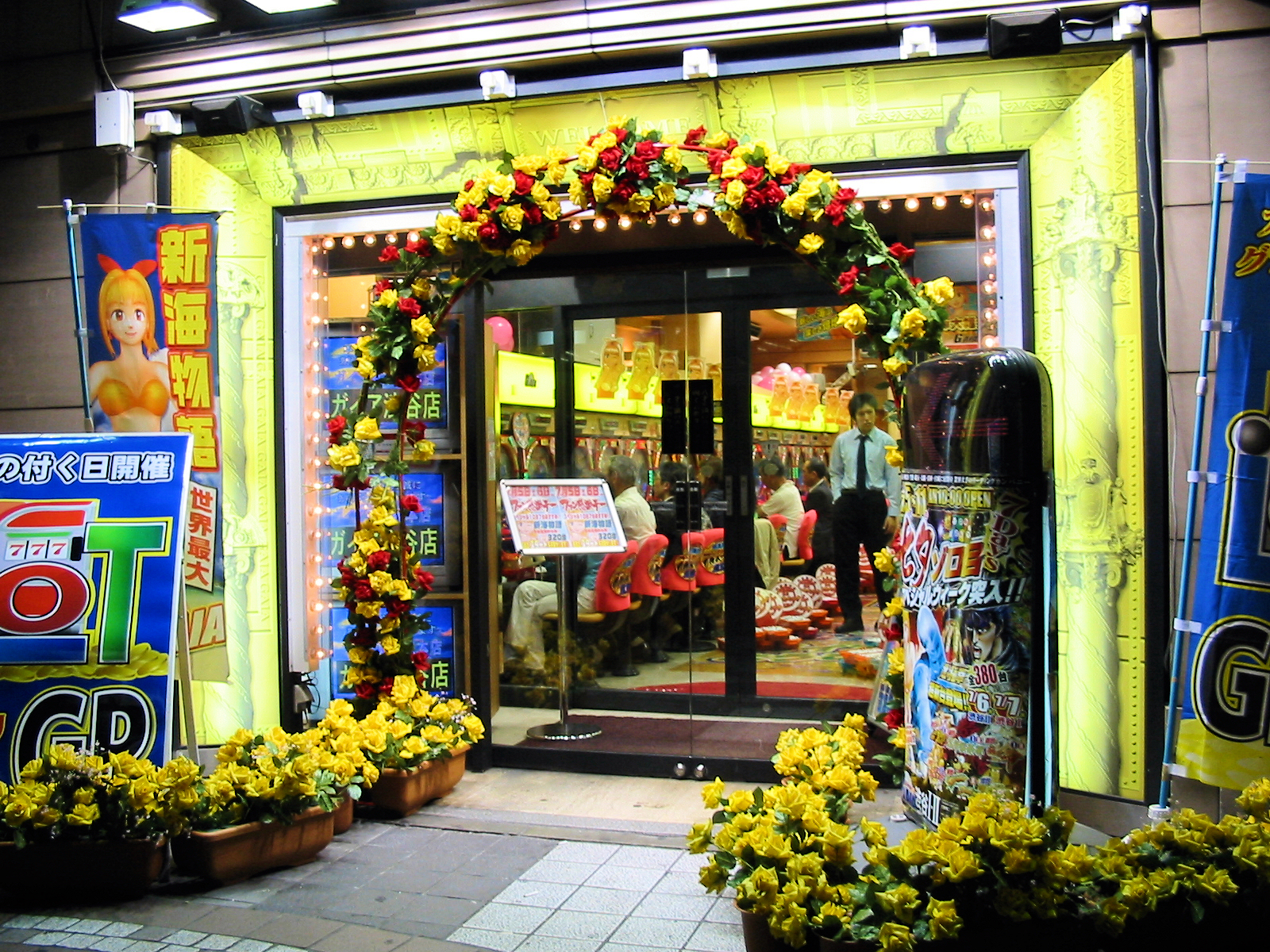
Wejście do pachinko w tokijskiej dzielnicy Shibuya
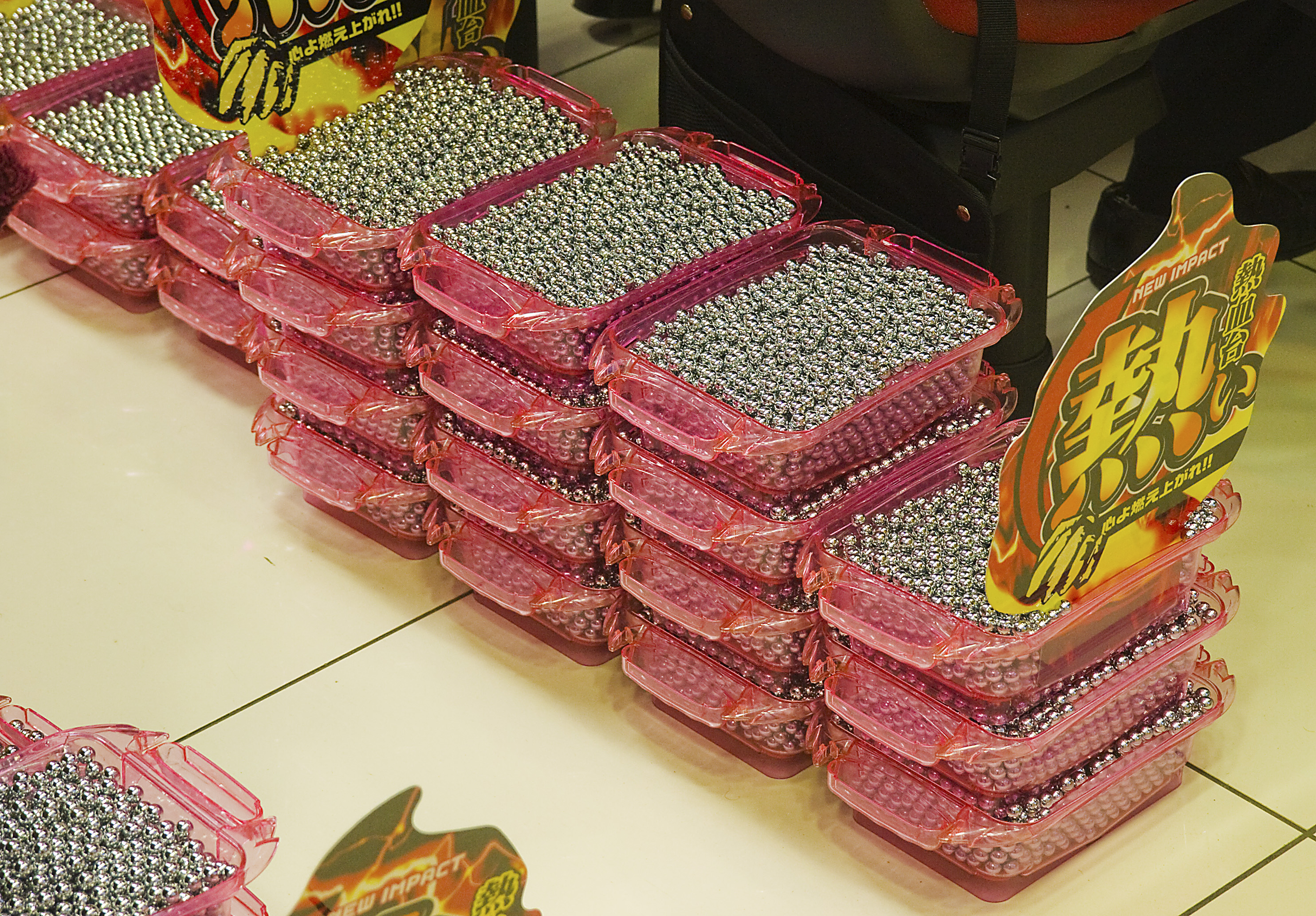
Kulki do gry
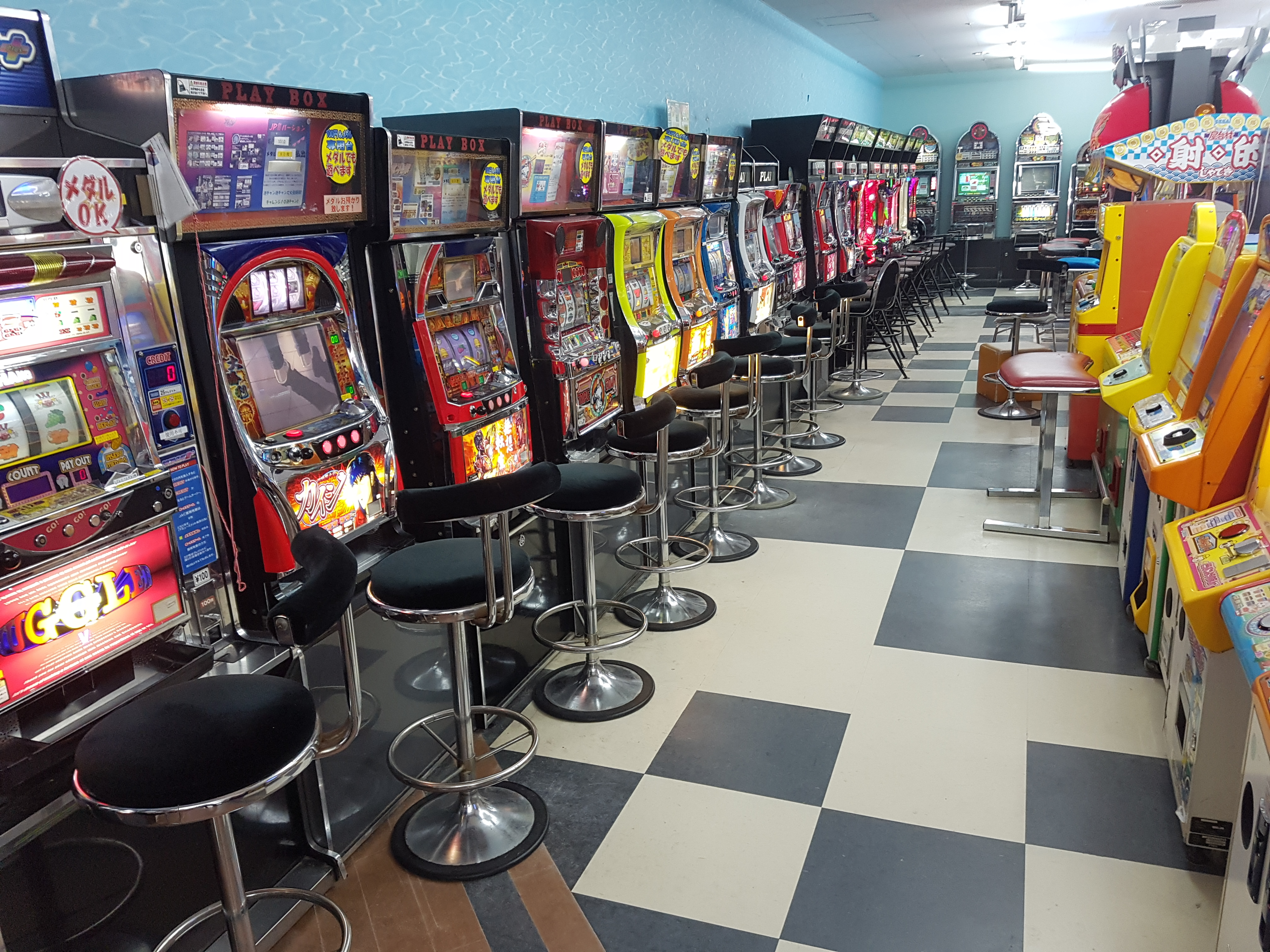
Automaty pachislot